# V463 Возничего
V463 Возничего (лат. V463 Aurigae), HD 54715 — одиночная переменная звезда в созвездии Возничего на расстоянии приблизительно 697 световых лет (около 214 парсеков) от Солнца. Видимая звёздная величина звезды — от +6,92m до +6,86m.

## Характеристики
V463 Возничего — белая вращающаяся переменная звезда типа Альфы² Гончих Псов (ACV:) спектрального класса A0 или A1V. Масса — около 3,29 солнечных, радиус — около 3,424 солнечных, светимость — около 43,56 солнечных. Эффективная температура — около 9231 K.

## Планетная система
В 2019 году учёными, анализирующими данные проектов HIPPARCOS и Gaia, у звезды обнаружена планета.